# يو إف سي ليلة القتال: برونسون ضد تيل
يو إف سي ليلة القتال: برونسون ضد تيل (بالإنجليزية: UFC Fight Night: Brunson vs. Till)‏ هو حدث لفنون القتال المختلطة نظمته يو إف سي، أُقيم في 4 سبتمبر 2021، على يو إف سي أبيكس في إنتربرايز، نيفادا، جزء من منطقة لاس فيغاس الحضرية، الولايات المتحدة.